# Понбозе
Понбозе́ (фр. Pontboset) — коммуна в Италии, располагается в автономном регионе Валле-д’Аоста.
Население составляет 186 человек (2008 г.), плотность населения составляет 6 чел./км². Занимает площадь 33 км². Почтовый индекс — 11020. Телефонный код — 0125.
Покровителем коммуны почитается святой Грат из Аосты, празднование 7 сентября.

## Демография
Динамика населения:

## Галерея

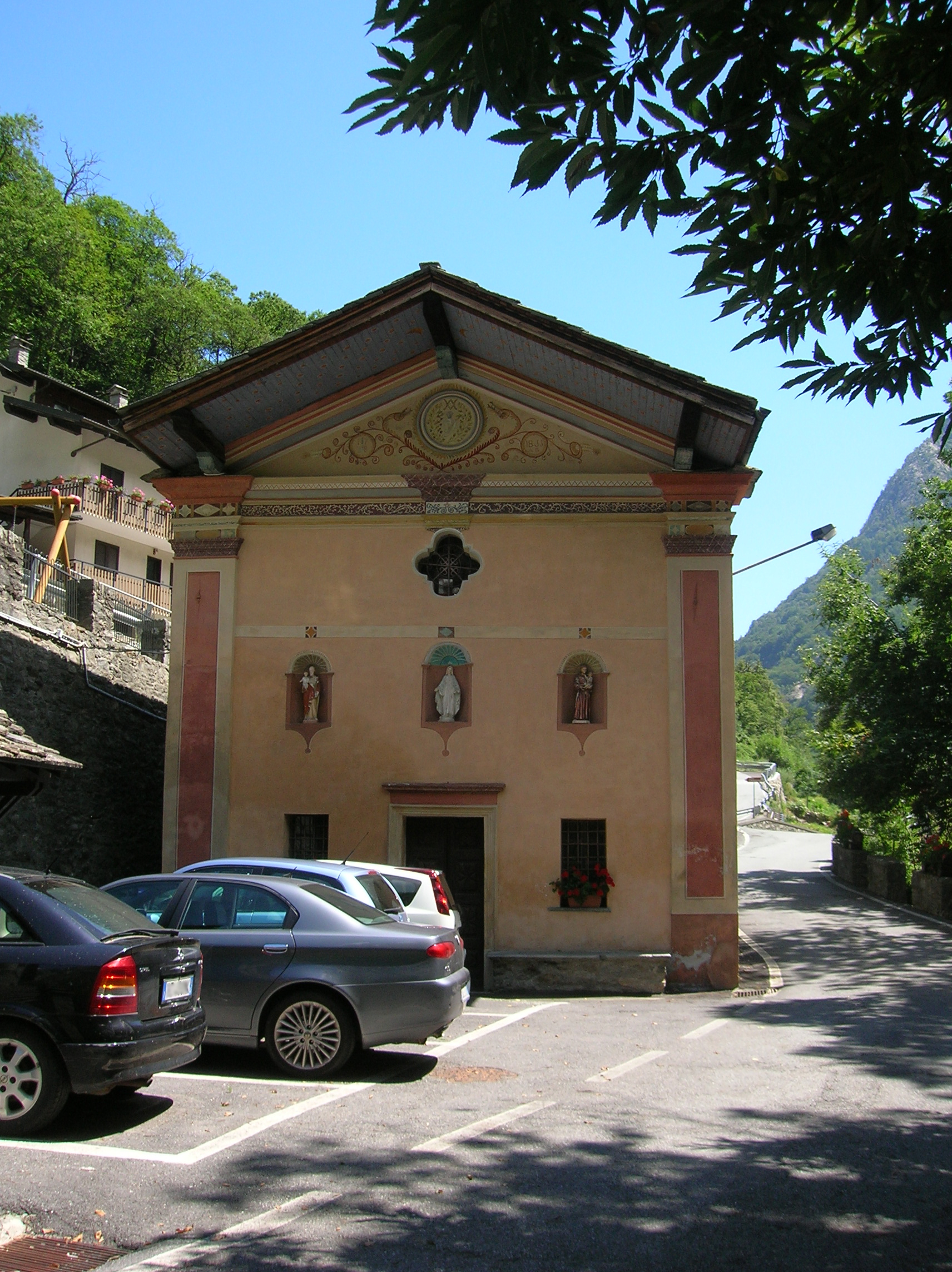
Часовня Гом.
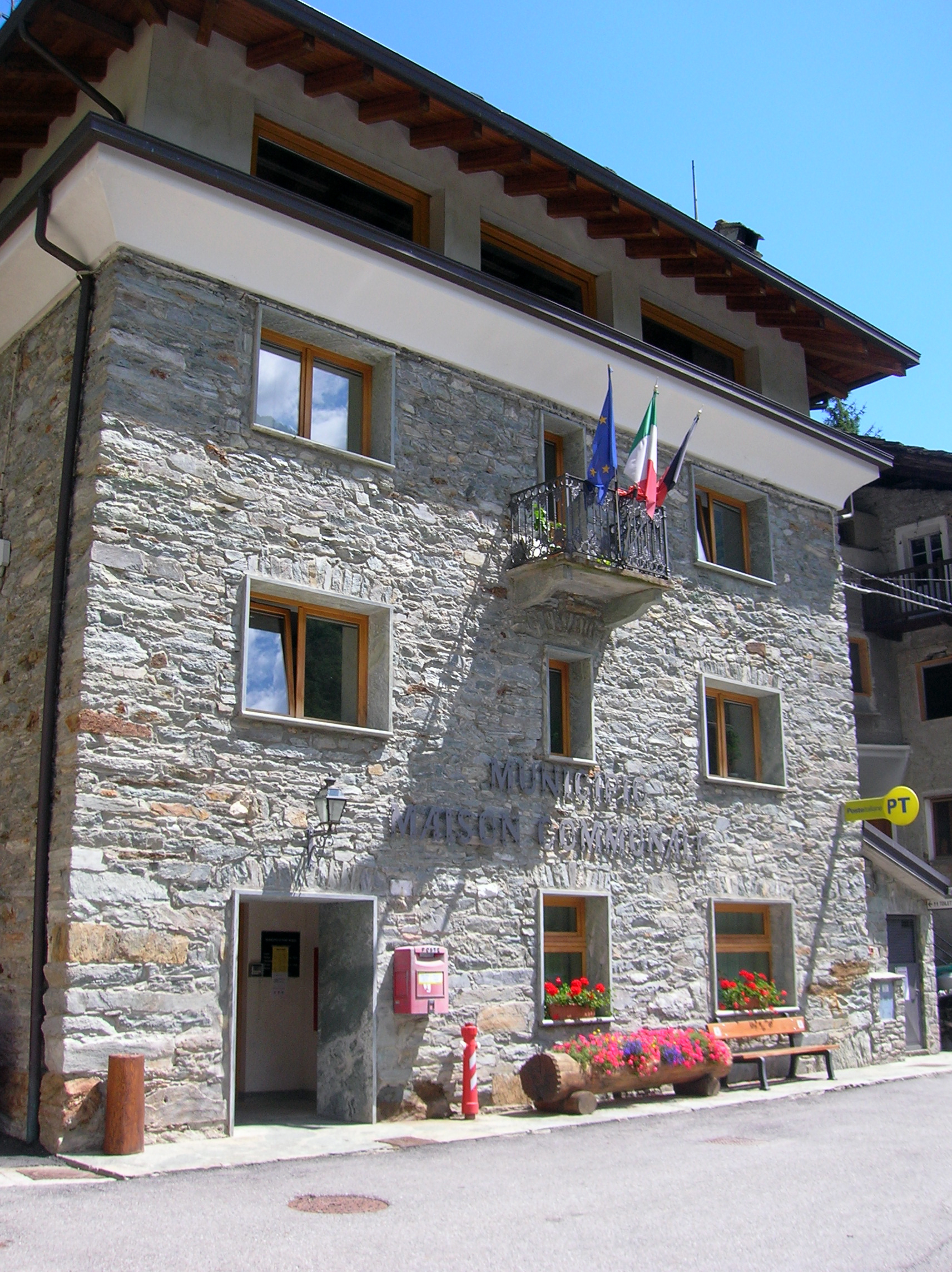
Мэрия.
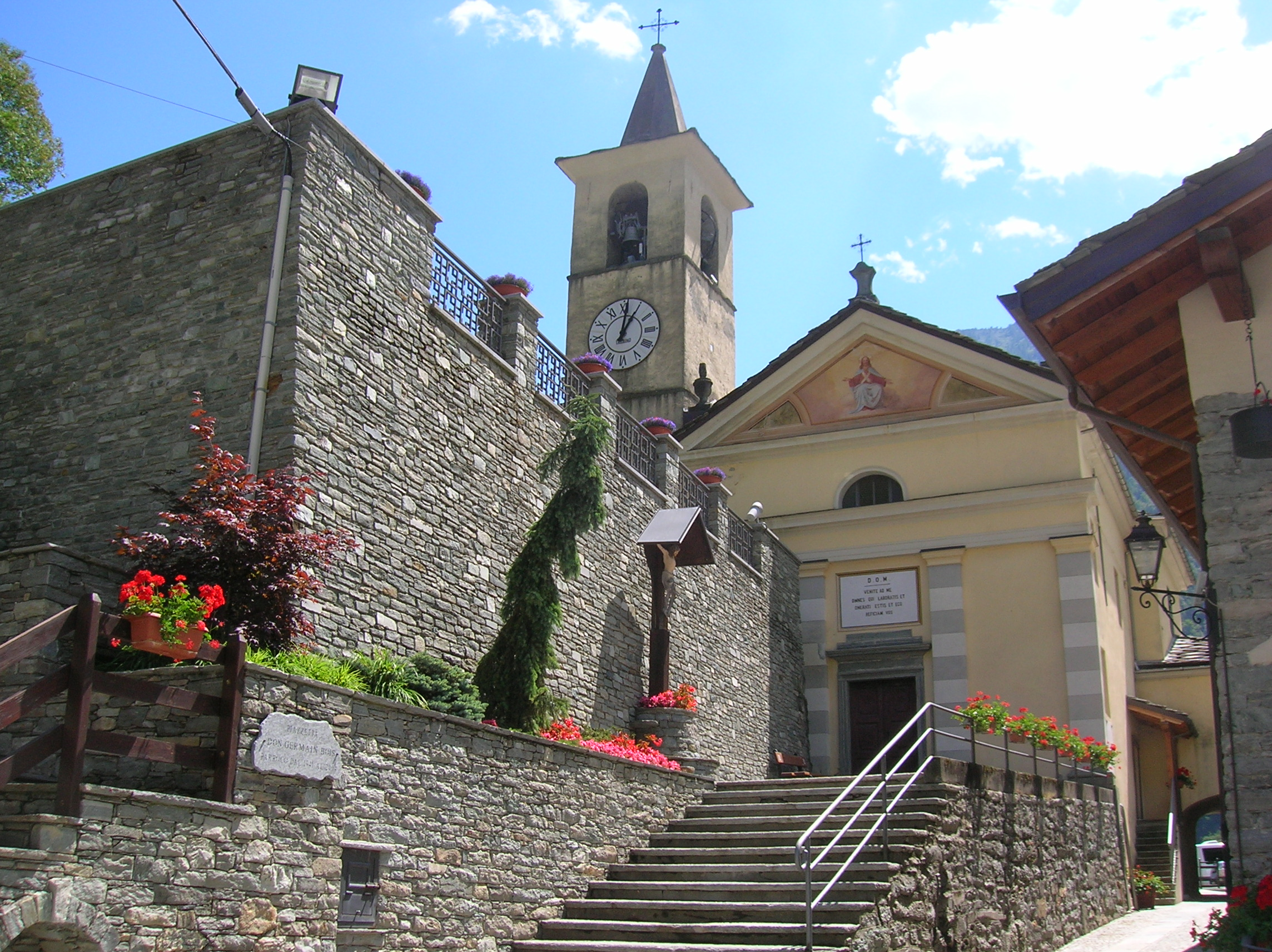
Храм на площади Germain Bois.
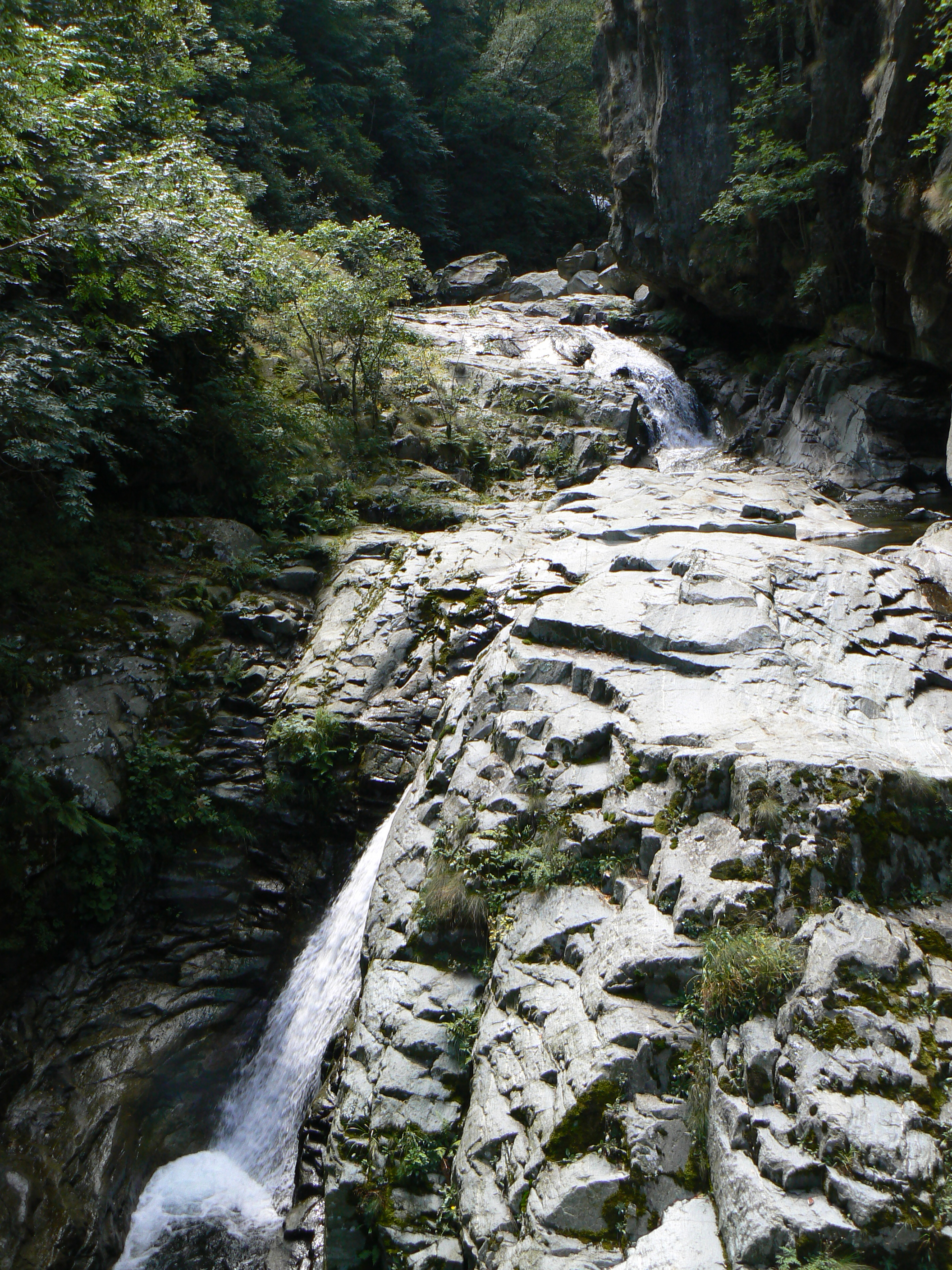
Пропасть Ратюс (Ratus) на ручье Бренв (Brenve).
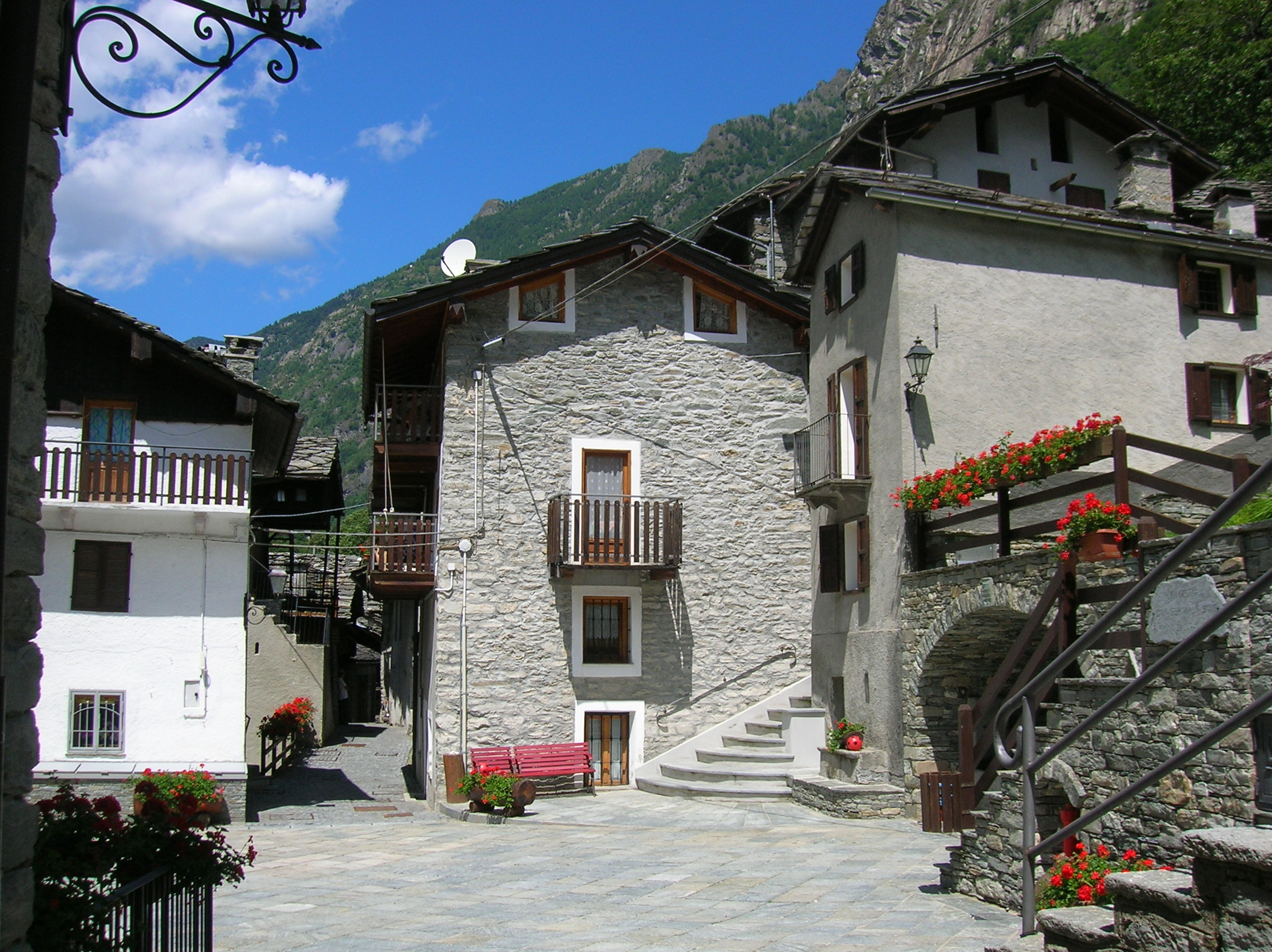
Площадь Germain Bois.
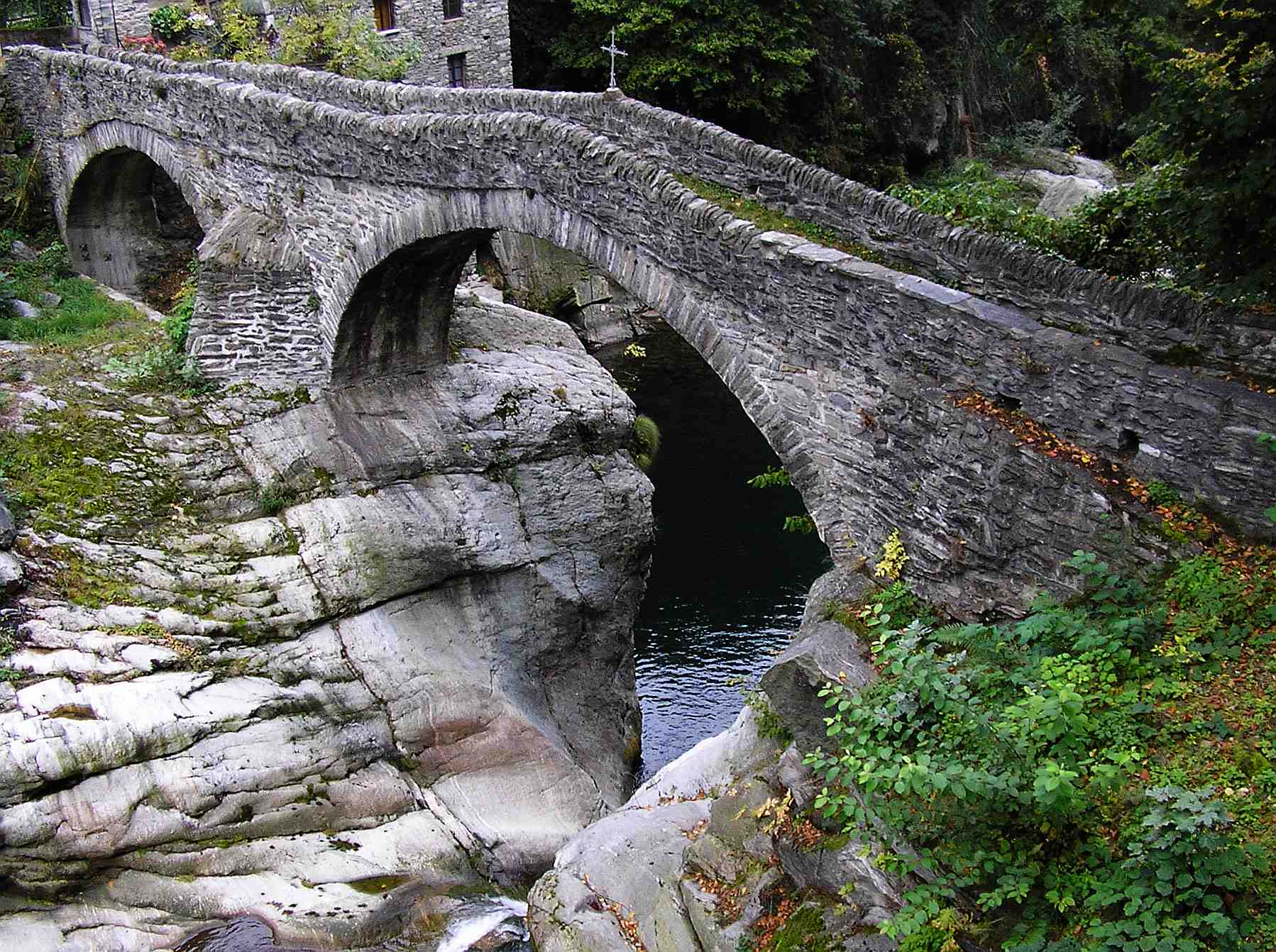
Мост о двух пролётах на потоке Айяс[фр.].